# Robert Milkins
Robert Milkins (Bristol, 6 de marzo de 1976) es un jugador de snooker inglés.

## Biografía
Nació en Bedminster Down, una zona de la ciudad inglesa de Bristol, en 1976. Profesional desde 1995, llegó a la fase final del Campeonato Mundial de Snooker por primera vez en 2002. En la edición de 2006, se convirtió en el primer jugador de la historia en conseguir tejer una tacada máxima en las rondas clasificatorias de este torneo. Ha conseguido otros dos 147, uno en la cuarta ronda clasificatoria de 2012 y otro en el Masters de Alemania de 2023. A lo largo de su carrera, ha llegado a dos finales de torneos de ranking y ha ganado las dos: en la del Abierto de Gibraltar de 2022, se impuso 4-2 a Kyren Wilson para levantar su primer trofeo; en la del Abierto de Gales de 2023, derrotó a Shaun Murphy por nueve mesas a siete.